# Jurijs Andrejevs
Jurijs Andrejevs (in russo Юрий Сергеевич Андреев?, Jurij Sergeevič Andreev; Riga, 16 gennaio 1957) è un ex calciatore e allenatore di calcio lettone.

## Carriera

### Giocatore
Svolse la sua carriera da calciatore quasi interamente nel campionato lettone, all'epoca in cui lo stesso era un campionato statale dell'Unione Sovietica. Cominciò nel 1975 Jūrnieks, formazione militante nella massima serie. L'anno seguente andò al RĖZ Riga, con cui rimase fino al fallimento del club nel 1978. Nel contempo giocava per il Daugava Rīga, che all'epoca disputava il campionato sovietico di calcio, prima in seconda serie, poi dal 1977 in terza serie.
Nel 1979 si trasferì al Progress Riga e, a metà stagione, al Celtnieks Rīga. Nel 1984 passò all'Alfa Rīga con cui vinse il campionato nel 1985. Trasferitosi nel 1987 al Torpedo Riga, vinse nuovamente il campionato nel 1987.
Chiuse la carriera da giocatore con lo Svetotechnika Riga, con cui si trasferì nel 1988.

### Allenatore
La sua carriera di allenatore comincia al Daugava Rīga, squadra ancora militante nel campionato sovietico, dove opera come vice. È stato il primo allenatore della 
selezione lettone Under-19, ruolo che ha ricoperto fino al 1993. Tra il 1994 e il 2000 fu selezionatore della nazionale Under-21 lettone, ricoprendo, nel contempo, il ruolo di vice di Aleksandrs Starkovs come tecnico dello Skonto, club all'epoca dominatore del calcio lettone.
Mantenne questa doppia veste anche quando, dal 2001 al 2004, Starkovs fu selezionatore della nazionale maggiore, facendo parte dello staff che condusse la Lettonia alla storica qualificazione agli Europei 2004. Fu proprio lui a succedere a Starkovs tanto alla guida della Lettonia, ricoprendo il ruolo di selezionatore per quasi un triennio, dal 2004 al 2007, quanto alla guida dello Skonto, con cui vinse il campionato nel 2004. All'inizio della stagione 2005 fu sostituito alla guida dello Skonto da Paul Ashworth, mantenendo solo la carica di selezionatore della nazionale: rimase in carico fino all'inizio del 2007 quando, dopo quattro sconfitte consecutive, fu sostituito proprio dallo stesso Starkovs.
Cominciò la stagione 2008 alla guida del Metalurgs Liepāja, ma dopo 10 giornate fu sostituito da Rüdiger Abramczik.

## Palmarès

### Calciatore
- Campionato sovietico lettone: 1

Alfa Riga: 1985
Torpedo Riga: 1987

### Allenatore
- Campionato lettone: 1

Skonto: 2004
- Coppa della Livonia: 1

2004